# Paul Struye
Paul Victor Antoine Struye, né le 1er septembre 1896 à Gand et mort le 16 février 1974 à Ixelles (Belgique), est un homme d'État belge, notamment membre du Parti social chrétien
Il est conseiller communal d'Ixelles de 1936 à 1938 et de 1945 à 1959, ministre de la Justice de 1947 à 1948, sénateur de 1946 à 1973, président du Sénat de Belgique de 1950 à 1954 et de 1958 à 1973. Ministre d'État en 1958.

## Biographie

### Enfance et scolarité
Paul Struye est né à Gand, le 1er septembre 1896, fils du docteur Eugène Struye et de Jenny Linon. Si son père est gantois, ses racines se trouvent à Ypres ; arrière petit-neveu de Félix Struye-Provoost, il est un cousin éloigné du sénateur catholique yprois Félix Struye de Swielande. Sa mère Jenny est la fille d'un banquier de Verviers. Lorsque la guerre éclate le 4 août 1914, Paul n'a pas dix-huit ans et 
entre en deuxième candidature en Philosophie et Lettres, après avoir terminé ses humanités gréco-latines au collège Sainte-Barbe (il obtient la «médaille d'or» de celui qui est premier en excellence durant les six années d'humanités), puis sa première candidature en Philosophie et Lettres à l'Université de Gand.

### La Première guerre mondiale
Le 8 août, il prend la plume et, dans un petit carnet, écrit: 
«J'entreprends aujourd'hui de retracer rapidement les épisodes les plus saillants qui ont marqué et qui marqueront les jours inoubliables que nous aurons vécus en 1914. Il est à peine besoin de dire que ces quelques mots, hâtivement couchés sur le papier, ne prétendent pas le moins du monde constituer une relation suivie de la terrible guerre déchaînée sur l'Europe. Quelques impressions et souvenirs personnels: voilà ce qu'elles seront uniquement. Reportons-nous aux prodromes de la catastrophe, nous noterons ensuite les événements au jour le jour ... »
Après avoir décrit la montée de la tension internationale à la fin du mois de juillet, avec la déclaration de guerre par l'Autriche à la Serbie, puis la guerre déclarée par l'Allemagne à la Russie et la mobilisation générale de l'armée belge, il est le 3 août à Bruxelles : «Arrivé à Bruxelles vers 9 h 30, j'y achète un journal qui m'apprend une nouvelle épouvantable et inattendue, véritablement renversante : l'Allemagne a adressé un ultimatum à la Belgique, la sommant de s'unir à elle, de laisser passer ses troupes sur son territoire. La Belgique a refusé. Il est à peine besoin de dire que cette nouvelle m'atterre littéralement. Hier encore, tous ceux avec qui j'avais conversé à Gand m'avaient exprimé leur conviction que notre neutralité ne serait pas violée ... Je me sens envahi par un vif sentiment de haine contre l'Allemagne. Dans les rues, on s'arrache fiévreusement les journaux et l'on commente les tragiques nouvelles ... »
Les anciens élèves du collège Sainte-Barbe invitent par une circulaire leurs condisciples à s'engager comme volontaires. Paul écrit: «Mes sentiments ont bien changé à ce sujet. Aussi longtemps qu'on restait persuadé que les soldats belges ne couraient et ne courraient jamais aucun danger, le service militaire n'apparaissait que comme une ennuyeuse corvée et une perte de temps inutile. Maintenant au contraire que le danger est proche, on est honteux presque de ne pas prendre les armes. L'on se prend à regretter vivement de ne pas avoir l'âge requis, ni l'autorisation paternelle!»
Le lendemain 4 août, il se rend à nouveau à Bruxelles, devant le Parlement où la foule attend la sortie des ministres: «Voici que s'ouvre la porte du Palais de la Nation et qu'apparaît la haute stature, l'énergique et sympathique visage de celui en qui, en ce moment solennel, tous les Belges concentrent leurs espérances et de toutes parts des cris enthousiastes s'élèvent: "Vive de Broqueville!" C'est au milieu d'une tempête d'acclamations que le chef de cabinet, qu'accompagnent les ministres Poullet et Helleputte, s'achemine vers le Palais du Roi. Sanglés dans leur redingote, les ministres ont l'air soucieux et grave. Sur tout le parcours, on les salue respectueusement, tandis que retentissent les accents solennels de la Brabançonne. Je vivrais cent ans que je n'oublierais jamais ces moments pathétiques et profondément impressionnants, ces acclamations délirantes, cette explosion de sentiments communs, on le sent bien, à sept millions de Belges!»
Il assiste, atterré, à l'entrée des troupes allemandes dans Gand le 12 
octobre: «On se sent envahi par un sentiment de tristesse et d'indignation Les casques à pointe succèdent aux casques à pointe. La foule regarde et, parfois, adresse aimablement la parole, plaisante et rit avec ces bandits ! Étrange mentalité !. .. Combien de temps allons-nous subir le joug de l'envahisseur? Combien de temps l'odieux drapeau allemand flottera-t-il en vainqueur orgueilleux au sommet de l'hôtel de ville? Nul ne le sait ... »
Il est déçu de l'attitude de la population: «La population n'est pas fort courageuse en général. Ma sœur Nina et moi sommes parmi les rares Gantois qui ont "osé" conserver à la boutonnière la cocarde tricolore. Aux étalages des magasins, tout ce qui semble compromettant a disparu, jusqu'aux portraits du Roi et de la Reine !»
Paul veut s'engager comme volontaire, mais son père, médecin, sachant qu'il n'a pas une excellente constitution physique, refuse de le laisser partir. On pense d'abord que la guerre se terminera vite par la défaite allemande, mais on déchante au bout de quelques mois.

### Volontaire de guerre
Finalement, en avril 1915, le Dr Struye laisse son fils libre d'essayer de quitter la Belgique occupée pour s'engager comme volontaire. Paul Struye franchit clandestinement la frontière par la Hollande, avec l'aide d'un réseau de «passeurs», pour rejoindre l'armée, via l'Angleterre: «Tout cela, écrit-il dans son carnet, pour une idée, pour la défense du pays.»
Arrivé à Folkestone, dans un bureau de recrutement de l'armée belge, il est déclaré inapte au service actif vu son état de santé, comme son père l'avait prévu, mais il est admis au service auxiliaire et reçoit un uniforme militaire: «Me savoir et me voir revêtu de cet uniforme militaire, objet de mes aspirations depuis si longtemps, me ravit d'une joie véritablement enfantine. »
Les volontaires sont alors envoyés à Calais, en France, dans un centre de transit de l'armée belge. Là, il doit passer une nouvelle visite médicale, où des médecins le déclarent inapte à tout service dans l'armée! «Un de ces messieurs poussa la grossièreté jusqu'à se moquer de moi, me demandant comment j'avais eu l'idée de m'engager, moi qui ne valais pas le quart d'un homme, qui étais bossu, et patati et patata, ces déclarations, dis-je, m'avaient consterné.» 
Il est refusé au service et doit rendre son uniforme! Mais il ne s'avoue pas vaincu. Le gouvernement belge en exil est au Havre. Il se souvient avoir rencontré l'année précédente le ministre Cooreman, venu rendre visite à la Conférence de Saint-Vincent de Paul, dont il était président à l'université de Gand. Il se rend au Havre, obtient une audience du ministre et est finalement admis au service auxiliaire infirmier, dans un hôpital de l'arrière à Saint-Aubin.
Il y apprend son nouveau métier et, vu ses excellents services, est nommé «caporal-dépensier», responsable de tout l'approvisionnement de l'hôpital.
Cependant, il enrage de ne pas être au front et d'être un «planqué» de l'arrière. Ses amis de l'hôpital, eux, ne comprennent pas qu'il veuille abandonner une vie confortable, pour risquer la mort dans les tranchées et ses supérieurs rejettent toutes ses demandes de transfert au front, car il est trop précieux pour eux sur place ... 2
Alors, il n'hésite pas et écrit à la reine Élisabeth pour qu'elle obtienne son envoi au front de l'Yser : «Madame, Je me permets de m'adresser humblement à Votre Majesté, dont toute l'armée connaît et admire l'inépuisable bonté, afin de Lui exposer très respectueusement une situation que je crois digne d'intérêt, et d'obtenir de sa Haute et toute-puissante intervention une faveur que j'estime justifiée.» La reine dut être surprise, car la faveur qu'il demandait n'était pas celle d'être éloigné du danger, bien au contraire. Après avoir exposé ses vaines demandes par la «voie hiérarchique», il conclut: «Votre Majesté concevra combien il est pénible pour un jeune Belge qui s'est arraché volontairement à l'affection de sa famille pour se mettre au service de l'Armée et de son Roi, d'être relégué à l'arrière, loin du combat et loin du danger ... »
C'est ainsi qu'il arrive au front comme brancardier et qu'il décrit sa vie dans les tranchées chez les carabiniers. «Je viens d'apprendre ce que c'est que d'aller ramasser un blessé sous le bombardement ... Un obus éclate soudain au milieu de mon peloton, qui travaillait à peu de distance. Je me lève et aperçois, au travers du nuage de fumée noire et des mottes de terre qui se dispersent partout, les soldats qui fuient éperdument. Je cours aussitôt à leur rencontre en leur criant: "Y a-t-il des blessés?" La plupart, trop affolés, ne répondent rien. Mais quelques-uns lancent rapidement: "Oui, là-bas!" Je continue ma course, en remontant non sans peine le flot des fuyards. Pendant ce temps, des obus tombent à droite et à gauche, nous éclaboussant de terre grasse. Enfin, j'aperçois le blessé que soutient courageusement un sergent du peloton. Le malheureux paraît souffrir. C'est au dos qu'il a été atteint. Rapidement, avec des mouvements nerveux, nous lui défaisons sa veste, je lui coupe sa chemise et sa vareuse. Je puis constater qu'il n'y a pas de plaie, mais une forte contusion qui a déterminé un épanchement et une hémorragie interne. L 'homme crache du sang ... Sous les obus qui pleuvent de toute part, nous soulevons le blessé et l'amenons, non sans peine, au poste. De là, je dois chercher une seringue dans un autre poste, ce qui me fournit l'occasion de traverser encore deux fois - aller et retour -la région bombardée. L 'homme est gravement atteint. L'aumônier entend sa confession dans la petite pièce où pétille un feu de bois et qui tremble sous l'écho des explosions qui continuent toutes proches. Qui sait si le malheureux vivra jusqu'à ce soir?»
Paradoxalement, au front, sous les obus, il continue à étudier la philosophie et il obtient une permission de huit jours, en septembre 1918, pour aller passer son examen de candidat en Philosophie et Lettres au Jury central, organisé par l'armée et le ministère de l'Instruction publique au Havre. Il est reçu avec la plus grande distinction! ...
Deux mois plus tard, il est blessé lors de l'offensive de novembre 1918, alors qu'il espérait tant rentrer avec les troupes libératrices dans sa bonne ville de Gand. 2

### Ses carnets de campagne
Paul Struye a décrit ainsi sa vie de guerre dans treize petits carnets retrouvés après son décès, en 1974. Ces carnets laissent libre cours aux sentiments, montrant l'affection profonde qui l'unit à sa famille. Il fait part aussi des principes de vie que son éducation chrétienne lui a donnés et qui l'aident à tenir le coup. Le jeune étudiant-soldat découvre la diversité des tempéraments et des éducations chez les autres jeunes soldats, ses camarades. Il note aussi les petits travers de l'armée.
Sa plume est claire et vive. La géopolitique ne le laisse pas indifférent: on y voit déjà le futur chroniqueur de la «Semaine internationale» de La Libre Belgique. Mais parmi les plus belles pages figurent celles où il décrit les nuits dans les tranchées, sous les obus dont les explosions illuminent le ciel, celles où il décrit le courage tranquille des «petits carabiniers», celles où il se demande comment il arrivera jamais à parcourir les quinze kilomètres à pied avec tout son harnachement, car c'est vrai qu'il n'est pas robuste ...

### Avocat et chroniqueur àLa Libre Belgique
Après 1918, Paul Struye, en juriste convaincu, croit à l'efficacité de l'organisme international chargé de maintenir la paix et de résoudre les conflits dans le monde: la Société des Nations. Il va la promouvoir en Belgique.
Entré au barreau de Bruxelles, il devient vite un avocat renommé. Son intérêt pour la politique internationale l'amène à en devenir le chroniqueur hebdomadaire dans le grand journal catholique, La Libre Belgique.

### La Seconde guerre mondiale
Après l'invasion de la Belgique par l'Allemagne en 1940, Paul Struye reprend alors sa plume et un cahier d'écolier pour tenir un second «Journal de guerre». Ce document unique a été retrouvé à sa mort, et publié en 2004 par Thierry Grosbois aux Editions Racine.
Il nous fait revivre tous les événements de cette Deuxième Guerre mondiale, vus cette fois par un civil, un intellectuel voulant résister et gardant intacte sa foi en la victoire finale des Alliés, car ils représentent la défense du droit contre l'oppression.

### Dans la résistance
Mais Paul ne pouvait pas confier à ce journal- que la police allemande aurait pu trouver chez lui en cas de perquisition - qu'il était aussi un résistant de la première heure. En effet, dès juillet 1940, il crée avec son collègue, l'avocat Robert Logelain, un journal, La Libre Belgique clandestine, qui veut perpétuer l'esprit de résistance à l'occupant et rappeler à tous que la Belgique reste en guerre. Face à la propagande allemande et aux journaux collaborateurs des nazis, Paul Struye y réagit, souvent déçu par la couardise de certaines autorités civiles ou religieuses.
Contre le défaitisme de certains avocats et magistrats, il rédige à partir de 1942 les "Lettres du Conseiller Eudoxe", dans lesquelles, sous couvert d'un échange de correspondance d'un jeune magistrat avec un vieux et sage conseiller, il rappelle les limites que les autorités administratives et judiciaires belges ne peuvent dépasser si elles veulent rester indépendantes face à l'ennemi. Il y prend la suite de pamphlets clandestins rédigés pendant la guerre 1914-1918 par un magistrat patriote. Fin lettré, Paul Struye rédige ces textes dans un style et une langue du XVIIe siècle, mais avec une implacable argumentation juridique. La première lettre date du 21 juillet 1942 et commence ainsi : «Monsieur et cher Collègue, Il fallait en finir. Pour avoir raison de nos incertitudes et de nos hésitations sur l'article du pouvoir législatif des Secrétaires généraux sous l'occupation ennemie, j'ai pris le parti de m'adresser au conseiller Eudoxe. Dans un petit salon meublé de vieilles choses mélancoliques, mon bon maître me reçut de façon fort civile. « Les circonstances me sont heureuses à vous revoir, Monsieur », fit-il. Et il inclina, en un geste de gracieuse condescendance, son fin visage à la barbe chenue... »
Il rédige aussi des rapports semestriels sur «L'évolution du sentiment public en Belgique sous l'occupation allemande», diffusés clandestinement jusqu'au Palais royal de Bruxelles et au gouvernement belge exilé à Londres. Ces rapports clandestins, qui font autorité aujourd'hui pour tous ceux qui s'intéressent à cette période historique de la Belgique, ont été publiés après la guerre, en mars 1945, aux Éditions Lumière. Ils ont été réédités en 2002.
Le « Journal de guerre » de Paul Struye s'arrête en mai 1945, date de la fin de la Deuxième Guerre en Europe.

### Sénateur de Bruxelles
Dès la Libération, Paul Struye occupe une place active dans la vie politique belge. Il est parmi les fondateurs du parti social-chrétien, dont il devient le président bilingue pour l'arrondissement de Bruxelles. Dès les premières élections législatives de l'après-guerre, en février 1946, il est élu sénateur de Bruxelles et leader de la droite sénatoriale, alors dans l'opposition. Il poursuit sa profession d'avocat à la Cour de cassation, et sa chronique hebdomadaire de politique internationale dans La Libre Belgique.

### Ministre de la Justice
En mars 1947, il est nommé ministre de la Justice. En rentrant de sa prestation de serment devant le prince régent, il déclare à la table familiale: «Mes enfants, je viens de prêter serment de ministre au Palais royal, devant le prince Charles. J'aurai à assumer une lourde tâche, notamment celle de la répression des inciviques. Mais sachez aussi qu'à partir d'aujourd'hui nous allons devoir nous serrer la ceinture, car je vais gagner beaucoup moins comme ministre que comme avocat à la Cour de cassation.» Devant l'étonnement de ses enfants qui lui demandent: «Comment? Un ministre ne gagne pas plus que tout le monde?», il répond: «Eh non! On ne le fait pas pour gagner plus d'argent. On le fait pour servir son pays ! »
En tant que ministre de la Justice, Paul Struye doit diriger la politique de répression des inciviques, collaborateurs des Allemands pendant la guerre.
Au cours de douloureuses interpellations au Parlement, il est en butte aux attaques de l'opposition et de nombreux résistants, qui ne comprennent pas qu'il puisse commuer des peines de mort en peines de travaux forcés. Paul est adversaire de la peine de mort et il l'explique longuement au Parlement. Incompris, il démissionne du gouvernement.
À cette époque, les Belges sont divisés sur le retour du roi Léopold III, qui est toujours exilé en Suisse. Paul prend position en faveur du Roi et propose une «consultation populaire », un référendum qui ne dit pas son nom, pour connaître la volonté des Belges. Il en résultera une majorité pour le retour du Roi, mais un pays divisé avec une Flandre 
favorable au retour et une Wallonie hostile.

### Première présidence du Sénat
Aux élections suivantes, le 27 juin 1950, le parti social-chrétien-christelijke volkspartij obtient la majorité absolue à la Chambre et au Sénat. Paul est alors élu président de la Haute Assemblée.
Après de vives tensions dans le pays, la «question royale» est résolue par une solution de compromis: l'effacement du Roi au profit de son fils Baudouin.
Paul, en sa qualité de président du Sénat, rencontre régulièrement le jeune souverain, pour lequel il a une très haute estime.
Il siège parallèlement, dès 1952, à l'Assemblée commune de la Communauté européenne du charbon et de l'acier.
Après les élections de 1954, le PSC-CVP n'est plus au gouvernement.

### Combat pour l'école libre
Paul est chef de l'opposition sociale-chrétienne, il mène le combat pour l'école libre contre les lois du ministre socialiste Collard.

### Seconde présidence du Sénat
En 1958, il est réélu président du Sénat et le restera jusqu'en 1973.
Il est nommé ministre d'État le 23 décembre 1958.
Dans les années 1960, l'Europe occidentale connaît une expansion économique sans précédent, mais divers conflits ensanglantent aussi la planète. Paul Struye, en chroniqueur de politique internationale, étudie et dissèque dans La Libre Belgique les origines et les causes de ces conflits et particulièrement le conflit israélo-palestinien, dont on ne voit pas la fin.
Il poursuit son métier d'avocat près la Cour de cassation.
Il veut conférer au président du sénat l'autorité et le prestige qui conviennent à celui qui doit personnifier la « Haute Assemblée » et qui est, selon le protocolaire, le deuxième personnage du pays après le Roi.
Il donne de nouveaux locaux au Sénat, installe la présidence rue de la Loi, veille à l'exactitude du début des séances et fait des remontrances aux ministres qui n'arrivent pas à l'heure, critique les gouvernements qui ne présentent pas leurs budgets en temps utile, reçoit les ambassadeurs en poste à Bruxelles, les chefs de gouvernement et ministres en visite en Belgique, et est reçu par eux à l'étranger.

### Opinions politiques
Il est alors au sommet de sa vie politique et professionnelle. Il reste attaché à la Belgique et regrette de la voir sombrer dans d'épuisantes querelles linguistiques. Interviewé en 1965 par le journal De Standaard, qui note qu'il a étudié le droit en français à l'Université de Gand, il répond: «Oui, mais j'ai été le premier avocat à la Cour de cassation qui ait prêté serment en néerlandais.» Et il poursuit: «On me demande souvent si je suis flamand ou wallon. Honnêtement, je ne puis pas répondre. Je suis un Belge typique: né à Gand d'un père flamand dont les ancêtres sont originaires d'Ypres et d'une mère wallonne de Verviers. Une de mes grands-mères était originaire de Mons. Mon éducation a été francophone, mais les deux tiers de mon activité d'avocat ont été conduits en néerlandais. Je suis un unitariste. J'essaye d'être toujours mesuré. Peut-être est-ce pour cela que je suis souvent attaqué des deux côtés... »
Dès après la guerre, Paul Struye a, dans ses chroniques de politique internationale, loué le rapprochement franco-allemand et, en 1957, il se réjouit de la signature du Traité de Rome, créant le Marché commun des six pays pionniers de l'union européenne. Il fut pendant onze années le délégué de la Belgique au Conseil de l'Europe à Strasbourg et président de sa commission de politique internationale.
Ses moments de détente, il les trouve dans la pratique du golf et la rencontre avec ses amis.
Sa famille s'agrandit : ses cinq enfants sont maintenant tous mariés et parents d'une nombreuse progéniture: Paul affectionne ses vingt petits-enfants.

### Mort
Atteint d'un cancer, il meurt dans sa demeure, à Ixelles - Bruxelles, le 16 février 1974. Une plaque commémorative a été apposée à sa mémoire sur la façade de cet immeuble, 79 rue Washington. Il avait épousé Suzanne Van den Heuvel (1898-1976).

## Distinctions
Grand-croix de l'ordre de la Couronne de chêne (en 1949).

## Publications
- Avec Thomas Braun, Précis des brevets d'invention et de contrefaçon industrielle, 1935.
- (sous le pseudonyme Saint-Yves): Une page d'histoire: La Campagne des 18 Jours et la Reddition de l'Armée belge, Bruxelles, Fr. Van Muysewinkel 'Votre imprimeur', 1940 ("Vendu au profit du rapatriement des refugiés"); aussi publié en néerlandais: Een Bladzijde Geschiedenis... De 18-daagsche Veldtocht en de Overgave van het Belgische Leger, Schaerbeek-Brussel, Drukkerij Fr. Van Muysewinkel, 1940 ("Verkocht ten voordeele van de repatrieering der vluchtelingen").
- L'évolution du sentiment public en Belgique sous l'occupation allemande, Bruxelles, éd. Lumière, 1945.
- Problèmes internationaux, 1927-1972 , 2 volumes, Bruxelles, 1972.

## Sources
- Les carnets de campagne 1914-1918 ont été publiés dans la série "The STRUYE's. L'histoire d'une famille belge, originaire d'Ypres, en West-Flandre au XVIIe siècle", tome II, 1993. Édité à titre privé par Pierre-Paul Struye. Consultable à la Bibliothèque royale, à la bibliothèque du Musée royal de l'Armée, aux Archives du Royaume et à la bibliothèque du CEGES.
- The STRUYE's. L'histoire d'une famille belge, originaire d'Ypres, en West-Flandre au XVIIe siècle, tome III 1999, tome IV 2001, tome V 2003, consultables à la Bibliothèque royale, aux Archives du Royaume et à la bibliothèque du CEGES. Journal "De Standaard" 31 mars 1965.
- Les Lettres d'un Provincial ou les Nouveaux Propos du Conseiller Eudoxe ont été publiées, dès la Libération, le 20 décembre 1944, aux Éditions Le Rond-Point, Bruylant, Bruxelles,par Paul Struye, restant volontairement anonyme.
- P. Struye et G. Jacquemyns, La Belgique sous l'occupation allemande (1940-1944), éd. Complexe et CEGES, préfacé par J. Gotovitch, Bruxelles, 2002.
- Paul Struye, Journal de guerre 1940-1945, présenté par Thierry Grosbois, Ed. Racine, 2004
- Ten huize van... Paul Struye, Joos Florquin, Davidsfonds Leuven 1972
- L'évolution du sentiment public en Belgique sous l'occupation allemande, Paul Struye, Ed. Lumière, mars 1945
- Pierre-Paul Struye, Les Struye. L'histoire d'une famille belge originaire de la châtellenie d'Ypres, en West-Flandre, du XIIIe au XXe siècle, Corcelles, 2008